# Henri Camefort
Henri Camefort est un botaniste français.

## Biographie
En 1949 il est professeur agrégé au lycée Lakanal de Sceaux. 
Agrégé de sciences naturelles en 1956, Henri Camefort est professeur de botanique et de physiologie végétale à la Faculté des sciences de Paris. Il enseigne à l'université Paris VI Pierre et Marie Curie, et contribue à la rédaction de l'encyclopédie Universalis. Certains de ses ouvrages sont couramment utilisés dans l'enseignement de la biologie, et régulièrement mis à jour et réédités.
Il est nommé membre de la Société botanique de France en 1949.